# Coprocesseur sql
 (avril 2010).
Si vous disposez d'ouvrages ou d'articles de référence ou si vous connaissez des sites web de qualité traitant du thème abordé ici, merci de compléter l'article en donnant les références utiles à sa vérifiabilité et en les liant à la section « Notes et références ».
Un coprocesseur SQL est un dispositif d'accélération matérielle, au même titre que les coprocesseurs mathématiques au début de l'aire des ordinateurs (8087,80287,80387, FPU des processeurs Pentium), il reprend également les mêmes principes que les coprocesseurs graphiques GPU intégrés sur les cartes graphiques.
Son rôle est donc d'accélérer matériellement le temps d'exécution des commandes SQL, l'accélération matérielle peut particulièrement être axée sur la commande SELECT pipelinée, pour de meilleures performances du coprocesseur.

## références externes
http://www.freepatentsonline.com/y2008/0162876.html